# Patrik Fitzgerald
Patrik Fitzgerald (* 19. März 1956 in Stratford, London) ist ein englischer Sänger und Punk-Poet.

## Leben
Nachdem er kurzzeitig als Schauspieler aufgetreten war und erfolglos versucht hatte, Mitglied der Band London SS von Mick Jones zu werden, begann er mit dem Aufkommen der Punkbewegung 1977 seine Gedichte zu vertonen. Seine ersten EPs veröffentlichte er unter Small Wonder Records. Die erste davon, Safety-Pin Stuck In My Heart, enthält wahrscheinlich sein heute noch bekanntestes Stück. Die britische Musikpresse versuchte eine Zeit lang, ihn als Bob Dylan des Punks aufzubauen, aber sein kommerzieller Erfolg blieb eher bescheiden. Immerhin tourte er 1977 zusammen mit The Jam und erhielt 1978 einen Plattenvertrag von Polydor.
Die erste LP Grubby Stories war etwas aufwendiger produziert als die vorherigen EPs, bestand im Wesentlichen aber noch immer aus kurzen, zur akustischen Gitarre vorgetragenen Liedern mit stark ironischen ("I don’t want to be your hero") und sozialkritischen Liedern (Adopted Girl). Auf einem der Stücke, Make it Safe, verkündete er den Ausverkauf und das Ende des Punk zu einer Zeit, als dieser in Deutschland gerade als Phänomen wahrgenommen wurde. ("Punk ain’t gonna change the world." - "They turn it into a joke, anything that threatens them".)
Die 1986 erschienene LP Tunesian Twist war vom musikalischen Stil her radikal verschieden von früheren Werken. Mit Schlagzeug, Keyboards und sogar Bläsern versuchte er offenbar, einen breiteren Publikumsgeschmack zu treffen. Substantiell blieben die Stücke aber nach wie vor Ausdruck eines neben allen Strömungen stehenden Außenseiters der Musikindustrie.
1988 siedelte er nach Frankreich über, wo er als Kellner arbeitete. Inzwischen lebt er in Neuseeland.
1994 erschien eine Kompilations-CD, die eine Auswahl aus seinem Werk, allerdings mit Schwerpunkt auf den frühen Jahren, enthält und ihn als Meister des kurzen, melodiösen Punksongs vorstellt.

## Diskografie (Auswahl)
- Safety-Pin Stuck In My Heart, EP 1977
- Grubby Stories, LP 1978
- Gifts & Telegrams, LP 1982
- Drifting Towards Violence LP 1983
- Tunisian Twist, LP 1986
- Treasures from the Wax Museum, 1993
- The very best of Patrik Fitzgerald, 1994
- Pillow Tension, 1995
- Floating Population, 2006
- Subliminal Alienation, 2012